# Марван I
Марван I (*між 623 та 626 — 685) — 4-й володар Омеядського халіфату в 684—685 роках. Засновник марванської гілки халіфів.

## Життєпис

### На службі у халіфів
Походив з роду Омеядів. Син Аль-Хакама ібн Абуль-Аса та Аміни бінт аль-Алькама Кінанії. Був стриєчним братом праведного халіфа Османа ібн Аффана. Народився між 623 та 626 роками в Мецці. Здобув гарну освіту. Був відомим знавцем ісламського права, оповідачем хадісів. Замолоду перебував у почті ісламського пророка Мухаммеда, завдяки чому взяв собі почесне звання сахаба (супутник).
Потім служив у халіфа Османа на посаді катіба (секретаря). Вважається, що Марван брав участь у встановленні канонічної редакції тексту Корану. Водночас брав участь у військовій кампанії з підкорення Триполітанії та Карфагену, де отримав значну здобич. Гроші Марван використовував задля купівлі маєтностей у Сирії та Хіджазі. Потім деякий час був валі Фарса, проте рік достеменно невідомий.
У 656 році був одним з тих, хто захищав останнього від заколоту. Після загибелі Османа того ж року Марван вимушений був тікати. Незабаром очолив один із загонів Айши, удови пророка Мухаммеда. Того ж року Марван брав участь у так званій Верблюжій битві. За переказами, особисто вбив Тальхи ібн Абуйдаллаха. Після цього перейшов на бік халіфа Алі. Втім, піднесення кар'єри Марвана почалося зі становлення у халіфаті влади роду Омеядів.
У 661 році був валі Бахрейну. У 662 році халіфом Муавією I Марвана було призначено валі (намісником) Медіни та усього Хіджазу. На цій посади перебував до 669 року. У 674—677 та 679—681 роках знову керував Медіною і Хіджазом, оскільки саме Марван там мав значний авторитет та вміло використовував суперечності між тамтешніми племенами і кланами. З кінця 670-х років під час своїх каденцій очолював боротьбу проти роду Хашимітів, що висували претензії на трон. Втім, у 681 році зазнав невдачі й вимушений був відступити до Сирії від тиском військ претендента Абдуллаха ібн-Зубейри.
Марван зберігав вірність халіфам Язиду I та його сину Муавії II, бився проти повсталих племен та аль-Зубейри. Втім у 683 році у битві при аль-Гарра разом з іншими військовиками Язида I зазнав поразки. Після цього не залишав Сирії, мешкаючи у Пальмірі або Дамаску.

### Правління
Після зречення халіфа Муавії II у 684 році серед Омеядів почалися суперечки щодо спадкоємця трону. Зрештою відмовлено в отриманні влади братам Муавії II, а новим халіфом за підтримки ібн-Бахдалла (зі впливового племені Бану-Кальб) став Марван. На той час Омеяди опинилися в доволі скрутній ситуації, оскільки їхні вороги Хашиміти на чолі з Абдаллахом ібн-Зубейрою контролювали більшу частину халіфату. Останнього навіть оголосили новим халіфом.
Спочатку Марван I переміг Даххака ібн-Кайсу, впливового військовика Муавії II, що перейшов на бік аль-Зубейри. Завдяки цьому було відвойовано Дамаск. Згодом у вирішальній битві при Мардж-Рахіті, яка відбулася 684 року, Марван I здобув вирішальну перемогу над суперником. Після цього скористався небажанням аль-Зубейри залишати Мекку, відновивши владу над Єгиптом, Палестиною, Сирією, північним Іраком.
Марван I також успішно діяв проти ворогів на початку 685 року, проте не встиг повністю здолати аль-Зубейру, який відбив напад військ Омеядів на Хіджаз. У квітні того ж року загинув внаслідок змови матері Халіда, сина попереднього халіфа Язида I. Втім владу зумів перебрати старший син Марвана — Абд аль-Малік.

## Родина
- Абд аль-Малік (646—705), 5-й халіф Омеядів
- Абдул-Азіз (д/н—705), валі Єгипту
- Мухаммад (д/н—719/720), валі Верхньої Месопотамії